# クルアン

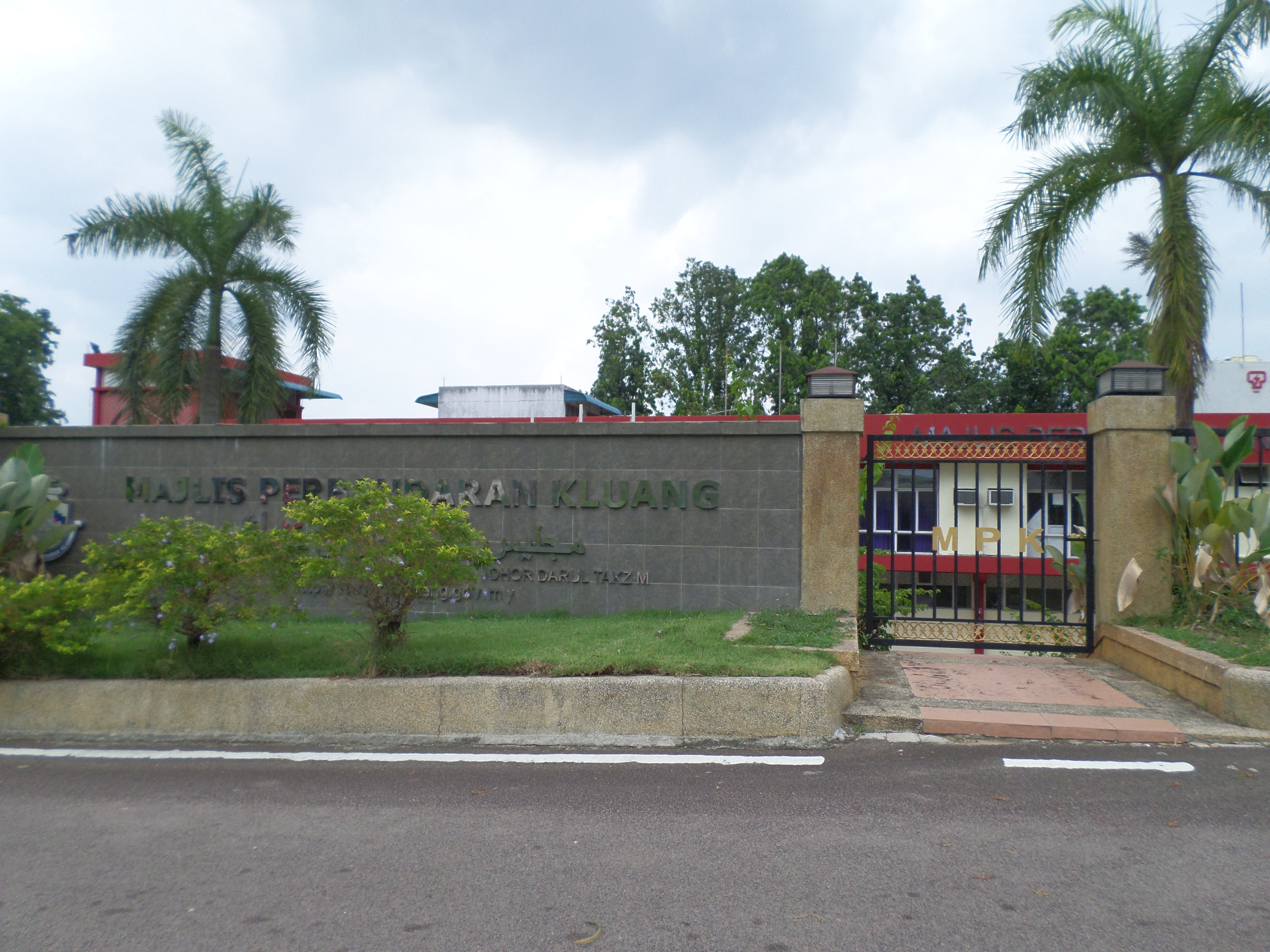
クルアンの市役所

クルアン（マレー語: Kluang）は、マレーシア・ジョホール州のほぼ中央にある都市および郡。ジョホールバルから北へ、バトゥパハッ（Batu Pahat）から南東へメルシンから西へ、セガマッ（Segamat）から南へ、それぞれ約110kmのところに位置する。
クルアン郡の人口は約25万人、クルアン市自体は14万人超である。

## 地理
マレーシアの首都・クアラルンプールから南東へ約215kmの位置にある。クルアンの町は波打った丘の上に広がる。クルアンの中心市街地は、国道50号線と鉄道の交点にあり、そこから幹線道路沿いに都市が発達している。
クルアンの最高峰はランバ山（南峇山、Gunung Lambak）で510mの高さがある。クルアン市街からそれほど遠くない場所にあり、マレーシア最南端の主要な山脈を成す山の1つである。山頂からは市内を一望することができる。
メンキボル川（Mengkibol River）が市内を流れている。クルアンは内陸の町で、海岸はない。
クルアンは鉄道と道路により、隣接するすべての郡とつながっている。クルアン駅はバスターミナルでもある。南北高速道路（North-South Expressway）の最寄りのランプはアイール・ヒタム（亚依淡、Ayer Hitam）であるが、南からクルアンに向かう場合はシンパンレンガム（Simpang Renggam）の方がより便利である。クルアンには飛行場があるが、軍用で民間人は利用できない。
クルアン都市圏の無秩序な拡大は1970年代から2000年にかけて、おおむね主要道路沿線で発生した。中心市街地はその間に、商業施設・小売店の店舗数と市街面積が3倍に拡大した。広大な面積のゴムやアブラヤシのプランテーション農園は再開発により、住宅地に変貌した。
クルアン郡の人口約25万人のうち、マレー系が52%（約13万人）、中国系が36%（約9万人）、ほかの民族が約3万人である。年齢構成は年少人口（0-14歳）が33%、生産年齢人口（15-64歳）が63%、老年人口（65歳以上）が4%である。

## 歴史
クルアン（Kluang）の名はマレー語のクルアン（keluang）、すなわちオオコウモリの一種に由来する。数十年前まではkeluangがクルアン郡に数多く生息していたが、狩猟と生息地の環境破壊（森林伐採）によりほぼ完全に絶滅した。
クルアンは1915年にジョホール州中央の行政の中心地として成立した。イギリス領マラヤを南北に結ぶ鉄道が建設された時に同鉄道がクルアンを通ったことが都市の成長に寄与した。道路も整備され、ジョホールバル・バトゥパハッ・メルシンと結ばれた。クルアン郡は2つの郡議会（英語：district council、マレー語：Majlis Daerah）に分割され、シンパンレンガムを拠点とするシンパンレンガム郡議会とクルアン市を拠点とするクルアン市郡議会（英語：Kluang Municipal Council、マレー語：Majlis Perbandaran Kluang）が置かれたが、郡庁所在地は両議会ともにクルアン市とした。
第二次世界大戦中、クルアンの町は連合国軍がシンガポールに退却して見放され、大きな争いをすることなく、南進する日本軍に攻略された。陸軍大将の山下奉文は1942年1月27日に本営を更なる南進（シンガポールの戦い）に備えてクアラルンプールからクルアンに移した。その後、日本軍はクルアン飛行場をシンガポールからスマトラ島にかけての空襲の出撃地として利用した。
1963年頃から1970年代初頭に閉鎖されるまで、飛行場はイギリス陸軍が王立電気機械技術部（REME）とグルカ兵の4機の航空機の共同作業場として使われていた。
1981年時点でクルアンはジョホール州で第4の人口を持つ都市だったが、1991年には人口98,669人の州第2位に成長した。1997年9月にはクルアンスタジアムが完成、クルアン史上初となる国際大会であるマレーシアオープン陸上競技大会が開かれた。

## 経済
元は農業が主たる産業であったが、現在は製造業の比率が高まっている。市民の経済力も高まり各家庭では自動車を保有している。

### 農業
クルアンが成立した1915年以降、主にゴム栽培地として成長した。町の建設期には、巨大なゴム園がグスリー・ローペルグループ（Guthrie Ropel Group）、アジアティック・プランテーションズ（Asiatic Plantations）、ハリソン・クロスフィールド（Harrison Crossfield）などのゴム会社によって経営された。当時、クルアンのバーの客と言えばイギリス人のプランテーション経営者、というのが常識だった。クルアン周辺の著名な開拓地、例えばゴム園は、ランバ・エステート（Lambak Estate）、メンキボル・エステート（Mengkibol Estate）、クルアン・エステート（Kluang Estate）、ウェシントン・エステート（Wessington Estate、現在はシンパン・レンガム・エステートに改称）、ベヌッ・エステート（Benut Estate）、パロー・エステート（Paloh Estate）、スプロー・エステート（Sepuloh Estate）、チャメッ・エステート
（Chamek Estate）、ニヨール・エステート（Niyor Estate）、カハン・エステート（Kahang Estate）、パモル・エステート（Pamol Estate）、ケカヤーン・エステート（Kekayaan Estate）が挙げられる。
イギリス統治時代に移住してきたインド人は、クルアンにいくつかの寺院とシュロ酒（トディ）店を建設した。例えば、ゴム園で育ったクルアンの少年ラヴィンドラン・ラガバン（Ravindran Raghavan）の興味深い伝記がある。（Ravindran Raghavan's Exciting Biography（英語）参照。） 
しかしながら、ゴム園は他の作物にとって変わられていった。現在のクルアンは広大なアブラヤシ園のみならず、パイナップル、ココヤシ、茶のプランテーションも見られる。アブラヤシのプランテーションは、マレー系または中国系の企業が外国人労働者を雇用して経営している。ドラゴンフルーツや有機野菜といった新しい種類のプランテーションも盛んである。

### 商工業
完全に農業依存の経済であった頃から、クルアンでは高分子化学、製紙、織物、セラミックス、塗料、電気製品などの工業が発達した。幹線道路沿いの工業地域には日本企業を始め、マレーシア国外の企業が進出している。
クルアン市内にはマレーシアの主要銀行が支店を置き、いくつかの証券会社も2000年代に進出した。工業地と住宅地の発達にともない、商業地も複数でき、特にクルアン中心街・インタン地区（Intan）・クルアンバル地区（Kluang Bahru）の3つが大きい。マレーシアでは外食が一般的なので、ホーカーという屋台スタイルの店舗からファーストフード店、カラオケバー、高級レストランまで様々な飲食店が展開する。マレー人はムスリムが多いためアルコールを飲まず、カラオケバーは主に中国系やインド系の住民に向けて営業している。ホーカーは他の飲食店が営業していない場所や時間帯に店を開いている。

## 社会基盤

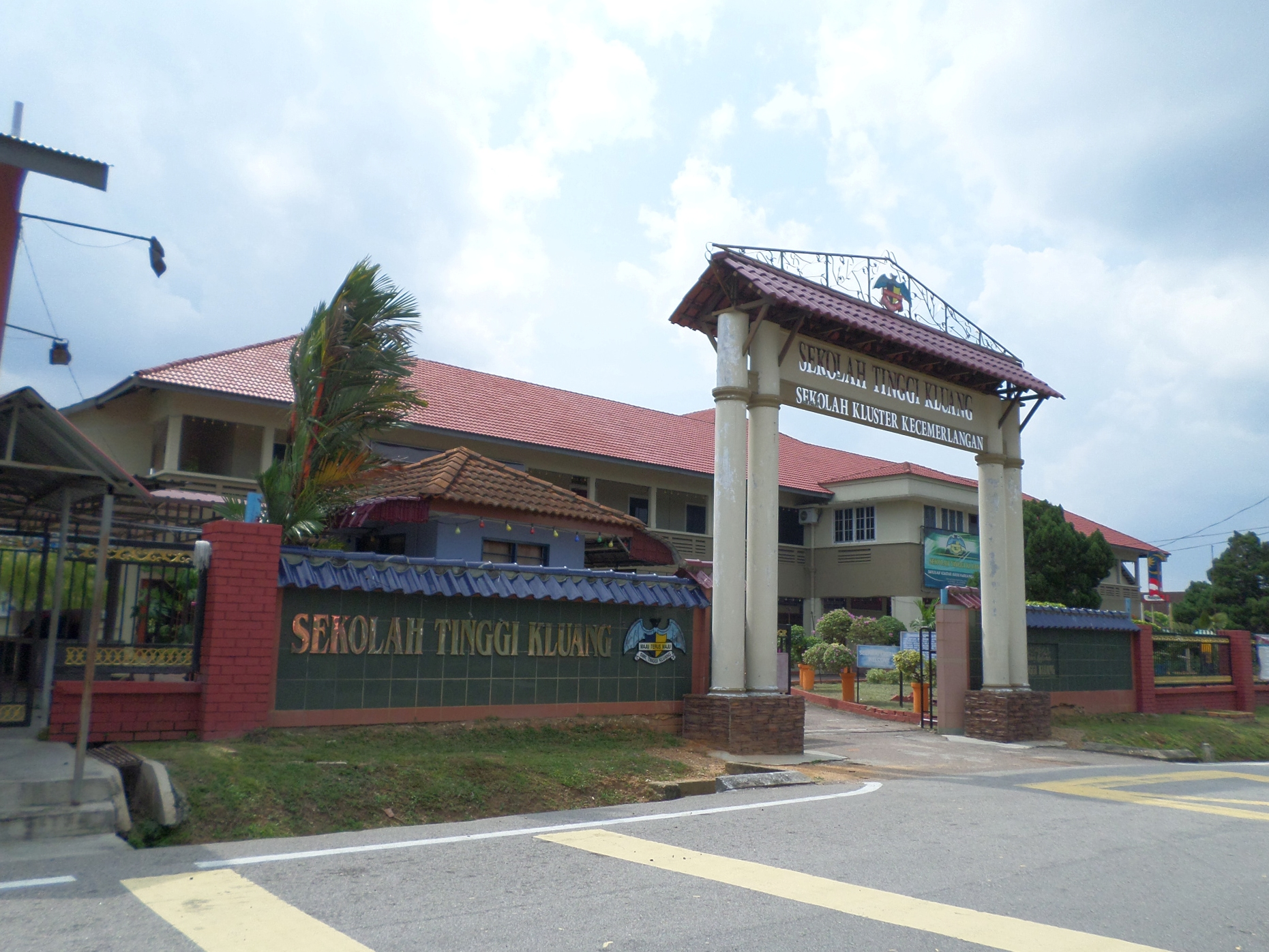
クルアン高等学校

クルアンは郡の病院・警察署・消防署を設置している。教育関係の施設は、小学校が27校、中等学校が13校（うち私立学校が1校）、公共図書館が1館ある。ジョホール理科中等学校（Sekolah Menengah Sains Johor）は、1970年代にクルアン郊外のバトゥ・パハッ道路沿いに建設された国立の寄宿舎付きの中等学校で、理科に特化したカリキュラムを編成する。
クルアン高等学校（Kluang High School）は、クルアンで最も有名な学校の1つであり、チョン・ホァ高等学校（居鑾中華中學、Chong Hwa High School）はマレーシアで3番目に大きい華人学校である。2000年から2006年にかけて、他の学校が相次いで建設された。
クルアンには、開業順にBCBプラザ（BCB Plaza）、クルアンパレード（Kluang Parade）、クルアンモール（Kluang Mall）の3つのショッピングモールがあ。これらの3つのショッピングモールとザ・ストア（The Store）などの他の便利な商業施設は皆近接している。このため、ある1か所の駐車場に自動車を止めておけば、歩いてこれらのショッピングモールをすべて回ることができる。クルアン市街から約2kmのところにあるタマン・スリ・クルアン地区（Tmn Sri Kluang）には、ジャイアント（Giant）というハイパーマーケットがある。

## 観光

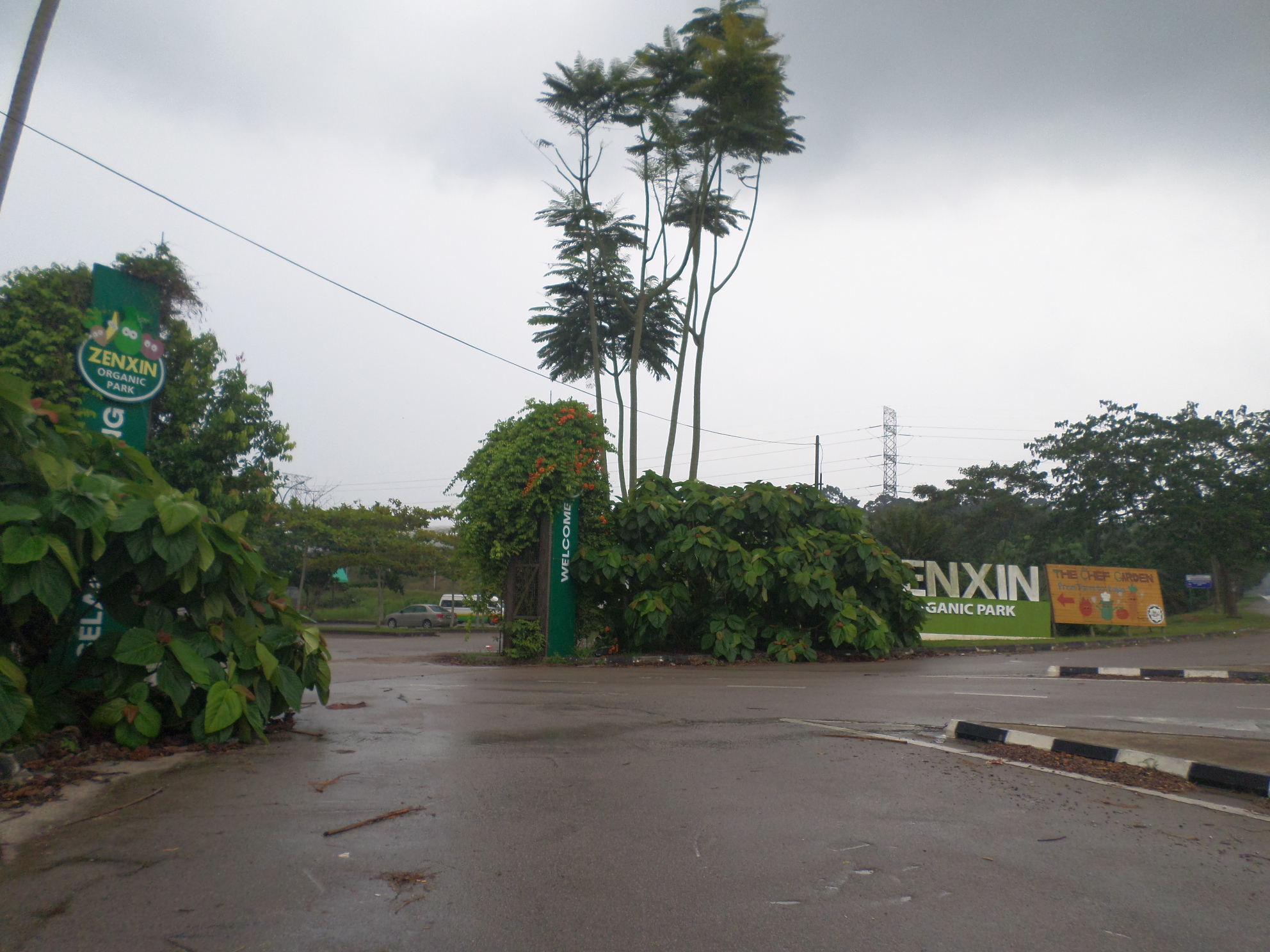
ゼンシン有機公園

ベルムット山（Gunung Belumut）とランバ山（Gunung Lambak）はジャングルをトレッキングする人々に人気がある。ベルムット山は滝があり、市民の憩いの場となっている。ランバ山では乗馬ができ、朝夕に健康のためにたくさんの人が登山する。シンパンレンガムとアイールヒタム（亚依淡）の間にあるマチャップ（Machap）は、焼き物と磁器で知られる。
ランバ通り（Jalan Lambak）56番地にはイギリス統治時代から続く本格的なコーヒーショップのトン・フォン・カフェ（Tong Fong Cafe、別名：東洋カフェ）があり、イギリス兵士の間で人気がある。現在のマスターは2代目で1954年から店を運営している。
主要な飲食店は、ホーカーという屋台スタイルの屋外で食べる店と小規模なレストランである。インド料理、マレーシア料理、中華料理の店が特に多く、中でも中華料理は多彩で、幅広い種類の質の高い点心が屋外・屋内を問わず提供されている。
モダンなナイトクラブやクルアンパレード内のKTVラウンジ&パブがあるものの、ナイトライフは比較的制限されている。

## 健康

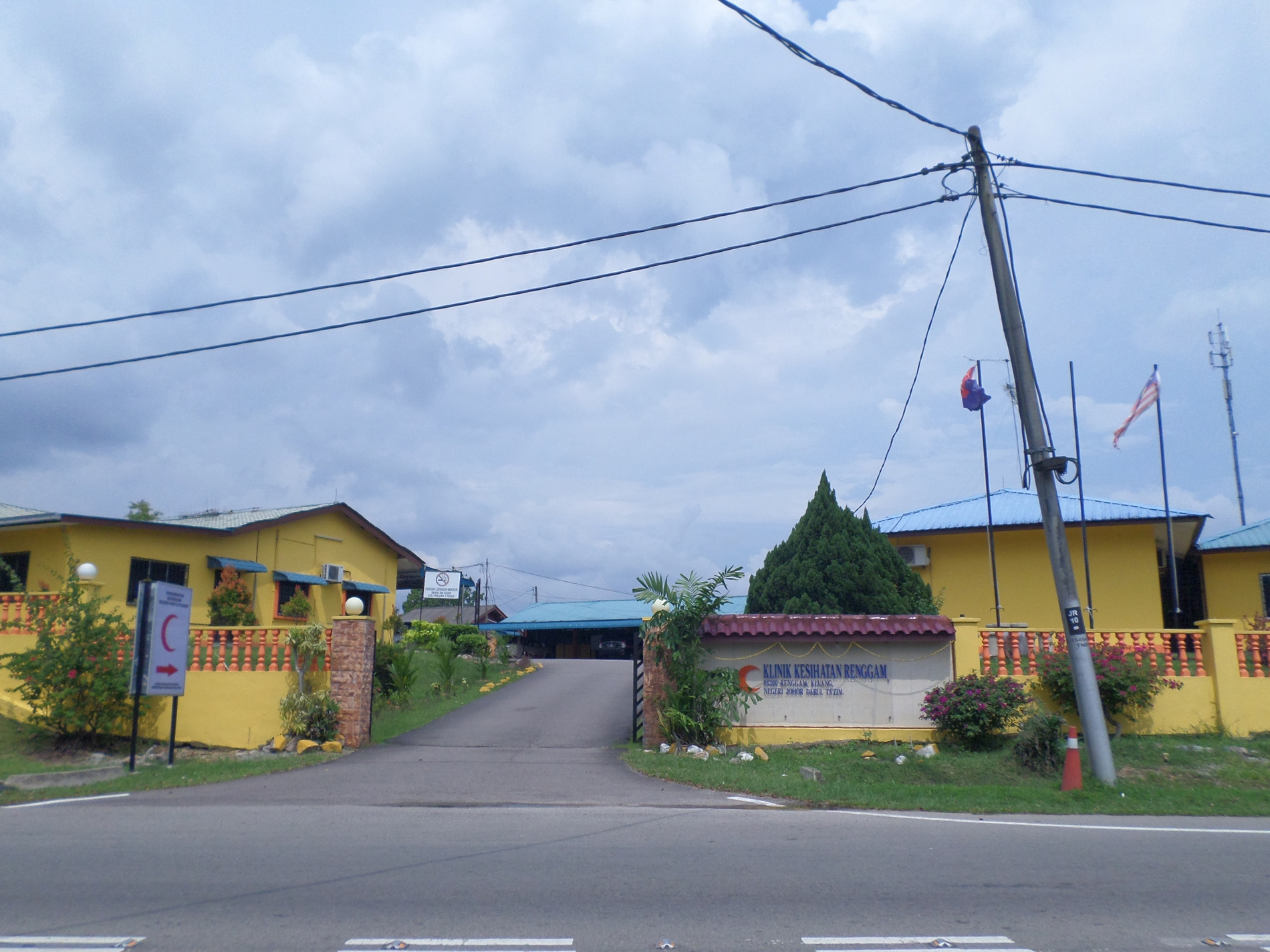
レンガム診療所

中山（2007）が2007年1月にクルアン市民228人を対象に健康状態や生活習慣を調査したところ、男性の方が女性よりも骨密度の低い人の割合が高く、特にマレー系男性は約半数が骨密度基準値を下回っていた。また、マレー系の人は中国系の人に比べウエスト値が高く、BMI値も高いが、血圧正常域の人が多かった。また、運動習慣のある人は調査対象の約7割と高く、BMI25以上の肥満の人のうち、中国系とマレー系の女性は8割以上が運動を行っていた。